# Маврицій Мацішевський
д-р Маврицій Мацішевський, іноді Маврикій Мацішевський (пол. Maurycy Maciszewski; 13 вересня 1847, с. Бохни (нині Летичівського району) або м. Бохня — 4 червня 1917, Тернопіль) — польський педагог, історик, краєзнавець, який жив і працював у Галичині.

## Життєпис
Народився 13 вересня 1847 року в с. Бохни (нині Летичівського району Хмельницької області, Україна, за іншими даними в м. Бохня, нині Польща).
Закінчив Ягеллонський університет. З 1873 року — професор Бережанської гімназії. У 1890-х роках — директор цісарсько-королівської (державної) Першої тернопільської гімназії, також у 1911/1912 навчальному році.
Як директор Першої тернопільської гімназії звернувся до гімназистів Другої тернопільської гімназії з промовою під час урочистостей (розпочались службою Божою, яку відправив ксьондз-інфулат доктор Болеслав Твардовський у парафіяльному костелі) з нагоди посвячення новозбудованого приміщення 18 листопада 1911 року.
Досліджував наприкінці 19 — на початку 20 ст. урочище, водно-болотний масив, орнітологічний заказник місцевого значення Кашталівка. Автор монографій «Історія Тернопільської Гімназії. 1820—1848. Частина I»,  «Brzeżany w czasach Rzeczypospolitej Polskiej [Архівовано 18 серпня 2018 у Wayback Machine.]», багатьох наукових праць.
Помер 4 червня 1917 року в Тернополі, був похований на Микулинецькому цвинтарі міста.

## Вшанування
Його іменем назвали «Товариство польської бурси» в Тернополі.

## Зауваги
1. ↑  іноді Маурици → Пахолок Р. І. Навчально-виховний процес у Тернопільській чоловічій учительській семінарії в 1935—1936 н. р. // Perspektywy rozwoju nauki. Zbiór raportównaukowych. — С. 57; чи Маврикій